# Bhimadole
Bhimadole est un village du mandal de Bhimadole, district d'Eluru, dans l'État indien d'Andhra Pradesh. 

## Démographie
Selon le recensement de 2011, la population de Bhimadole s'élève à 13669 habitants. La population totale se compose de 6835 hommes et 6834 femmes. 1289 enfants se trouvent dans la tranche d'âge de 0 à 6 ans. Le taux d'alphabétisation moyen est de 75.52%.

## Transport
Bhimadole se trouve sur la route Gundugolanu-Kovvur. Une ligne de bus circule depuis Eluru, Dwarakatirumala, Rajahmundry jusqu'ici. La gare de Bhimadole se trouve sur la ligne principale Chennai -Howrah et de nombreux trains de voyageurs s'y arrêtent.